# Ahmadpur
Ahmadpur è una suddivisione dell'India, classificata come census town, di 8.397 abitanti, situata nel distretto di Birbhum, nello stato federato del Bengala Occidentale. In base al numero di abitanti la città rientra nella classe V (da 5.000 a 9.999 persone).

## Geografia fisica
La città è situata a 23° 49' 60 N e 87° 42' 0 E e ha un'altitudine di 37 m s.l.m..

## Società

### Evoluzione demografica
Al censimento del 2001 la popolazione di Ahmadpur assommava a 8.397 persone, delle quali 4.265 maschi e 4.132 femmine. I bambini di età inferiore o uguale ai sei anni assommavano a 1.142, dei quali 577 maschi e 565 femmine. Infine, coloro che erano in grado di saper almeno leggere e scrivere erano 5.451, dei quali 3.045 maschi e 2.406 femmine.